# Pandemia de COVID-19 en América del Norte
La pandemia de COVID-19 en América del Norte es una epidemia regional que inició con la detección del primer caso de esta enfermedad el 21 de enero de 2020 en los Estados Unidos. Se notificaron casos en todos los países de América del Norte después de que San Cristóbal y Nieves confirmara un caso el 25 de marzo, y en todo el territorio norteamericano luego de que Bonaire, municipio insular de los Países Bajos, confirmara un caso el 16 de abril de 2020.
El 26 de marzo de 2020, Estados Unidos Se convirtió en el país con el mayor número de infecciones confirmadas por COVID-19, con más de 82.000 casos. El 11 de abril de 2020, Estados Unidos Se convirtió en el país con el mayor número oficial de muertes por COVID-19, con más de 20.000 muertes. Al 21 de noviembre de 2020, el total de casos de COVID-19 supera los 13,942,964 con más de 383,084 muertes en total.
Canadá notificó 117.658 casos y 3.842 muertes el 30 de julio, mientras que México notificó 416.179 casos y 46.000 muertes. La mayoría de los casos por estado estadounidense es Texas con aproximadamente 17.279 muertes y más de 849.000 casos confirmados.

## Estadísticas por país
| Territorios                          | Territorios | Confirmados | Confirmados | Fallecidos | Fallecidos | Fallecidos | Recuperados | Recuperados |
| 36 territorios                       | Población   | Totales     | CxMhab      | Totales    | %          | FxMhab     | Totales     | %           |
| ------------------------------------ | ----------- | ----------- | ----------- | ---------- | ---------- | ---------- | ----------- | ----------- |
| Estados Unidos                       | 331 800 000 |             |             |            |            |            |             |             |
| México                               | 127 792 000 |             |             |            |            |            |             |             |
| Canadá                               | 38 116 000  |             |             |            |            |            |             |             |
| República Dominicana                 | 10 454 000  |             |             |            |            |            |             |             |
| Puerto Rico                          | 3 192 000   |             |             |            |            |            |             |             |
| Haití                                | 11 743 000  |             |             |            |            |            |             |             |
| Cuba                                 | 11 192 000  |             |             |            |            |            |             |             |
| Jamaica                              | 2 726 000   |             |             |            |            |            |             |             |
| Trinidad y Tobago                    | 1 368 000   |             |             |            |            |            |             |             |
| Martinica                            | 365 000     |             |             |            |            |            |             |             |
| Guadalupe                            | 387 000     |             |             |            |            |            |             |             |
| Islas Caimán                         | 70 000      |             |             |            |            |            |             |             |
| Barbados                             | 287 000     |             |             |            |            |            |             |             |
| Bermudas                             | 64 000      |             |             |            |            |            |             |             |
| Islas Vírgenes de los Estados Unidos | 104 000     |             |             |            |            |            |             |             |
| Bahamas                              | 389 000     |             |             |            |            |            |             |             |
| Aruba                                | 114 000     |             |             |            |            |            |             |             |
| Antigua y Barbuda                    | 98 000      |             |             |            |            |            |             |             |
| San Martín                           | 35 000      |             |             |            |            |            |             |             |
| San Vicente y las Granadinas         | 111 000     |             |             |            |            |            |             |             |
| Islas Turcas y Caicos                | 45 000      |             |             |            |            |            |             |             |
| San Martín                           | 44 000      |             |             |            |            |            |             |             |
| Santa Lucía                          | 184 000     |             |             |            |            |            |             |             |
| Granada                              | 113 000     |             |             |            |            |            |             |             |
| Curazao                              | 160 000     |             |             |            |            |            |             |             |
| Dominica                             | 72 000      |             |             |            |            |            |             |             |
| San Cristóbal y Nieves               | 53 000      |             |             |            |            |            |             |             |
| Groenlandia                          | 56 000      |             |             |            |            |            |             |             |
| Montserrat                           | 5000        | 11          | 2200        | 1          | 9.1 %      | 200        | 7           | 63.6 %      |
| Islas Vírgenes Británicas            | 30 000      |             |             |            |            |            |             |             |
| San Bartolomé                        | 11 000      |             |             |            |            |            |             |             |
| Anguila                              | 15 000      |             |             |            |            |            |             |             |
| Saba                                 | 1915        |             |             |            |            |            |             |             |
| Bonaire                              | 20 100      |             |             |            |            |            |             |             |
| San Eustaquio                        | 3500        |             |             |            |            |            |             |             |
| San Pedro y Miquelón                 | 6000        |             |             |            |            |            |             |             |

Nota: la lista puede presentar desactualizaciones respecto a las fuentes.
Líneas resaltadas:
     Sin casos activos.
     Todos los pacientes se recuperaron.

## Situación por país

### Bahamas
El primer caso de la pandemia de COVID-19 en las Bahamas fue confirmado el 15 de marzo de 2020, el caso se trató de una persona de Nueva Providencia quien no realizó viajes previos.

### Barbados
El primer caso de la Pandemia de enfermedad por coronavirus de 2019-2020 en Barbados ocurrió el 17 de marzo de 2020, un turista estadounidense y uno nacional se contagiaron.

### Bermudas
Los primeros dos casos de la pandemia por el COVID-19 en las islas Bremudas ocurrió el 18 de marzo del 2020, posiblemente de personas infectadas provenientes del  Reino Unido y los Estados Unidos.
El Gobierno de Bermudas ha presionado para mantener a su gente a salvo del COVID-19 y reducir los rumores en las redes sociales. Para ayudar a reducir los rumores en las redes sociales, el sitio web oficial del gobierno (a la izquierda) se actualizó con un enlace directo para obtener información relacionada con las Bermudas . También utilizaron WhatsApp para comunicarse con el público en general. Por lo tanto, debido al tamaño de las Bermudas y los datos limitados publicados en todo el mundo, los datos a continuación se pueden verificar a través de los enlaces de medios a continuación.

### Canadá
La pandemia de COVID-19 en Canadá se confirmó el 27 de enero de 2020, después de que un hombre portador del COVID-19 regresó a Toronto de un viaje a China, incluido Wuhan.
Se han informado casos confirmados en todas las provincias y territorios de Canadá, excepto en Nunavut. Otros 13 casos involucran ciudadanos repatriados del crucero Grand Princess. Al 17 de julio de 2020, se han reportado 109 669 casos confirmados, 96 689 recuperaciones y 8839 muertes. Hasta marzo, todos los casos estaban vinculados al historial reciente de viajes a un país con un número sustancial de casos de coronavirus. El primer caso de transmisión comunitaria en Canadá se confirmó en Columbia Británica el 5 de marzo y el jefe de salud de Toronto anunció el 16 de marzo que hay "alguna evidencia de transmisión comunitaria".
La mayoría de las provincias implementaron cierres de escuelas y guarderías, prohibiciones de grandes reuniones, así como el cierre de varios lugares de ocio y entretenimiento a mediados de marzo. El 16 de marzo, Canadá restringió severamente su acceso fronterizo, prohibiendo a los viajeros de todos los países excepto los Estados Unidos; El 18 de marzo, los viajeros de los Estados Unidos también fueron prohibidos en un acuerdo mutuo con el gobierno de los Estados Unidos. La Agencia de Servicios Fronterizos de Canadá (CBSA) implementó señalizaciones en los aeropuertos de Toronto, Vancouver y Montreal para crear conciencia sobre el COVID-19 y agregó una pregunta de revisión de salud a los quioscos electrónicos para los pasajeros que llegaran desde el centro de China; sin embargo, no hay vuelos directos desde Wuhan a Canadá.
La esposa del primer ministro canadiense, Sophie Grégoire Trudeau, dio positivo al virus, siendo el primer caso de cónyuge del líder de un país que lo contrae. Luego del aislamiento al que se sometió, se confirmó su recuperación el 28 de marzo. Otros políticos se aislaron debido a síntomas de COVID-19.

### Cuba
Los tres primeros casos confirmados de la pandemia de COVID-19 en Cuba fueron reportados por el gobierno cubano el 11 de marzo de 2020 y correspondieron a tres turistas de nacionalidad italiana, provenientes de la región de Lombardía (norte de Italia).

### Estados Unidos
La pandemia de COVID-19 en Estados Unidos se anunció el 21 de enero de 2020, en relación con un hombre de aproximadamente 30 años, originario del Estado de Washington, que había viajado recientemente a China. Hasta el 28 de noviembre de 2021, ha habido al menos 48 229 210 casos confirmados y/o presuntos de COVID-19 en Estados Unidos, incluidos más de 776 639 muertos así como unas 6 298 082 recuperaciones (de los cuales, los CDC confirmaron 48 106 615 positivos y 776 070 fallecidos).
El primer caso conocido de COVID-19 en los Estados Unidos fue confirmado el 20 de enero de 2020, en un repatriado de 35 años de Wuhan, China, cinco días antes. La Fuerza de Tarea de Coronavirus de la Casa Blanca se estableció el 29 de enero. Dos días después, la administración de Trump declaró una emergencia de salud pública y anunció restricciones a los viajeros que llegaran de China. El 26 de febrero, los Centros para el Control y Prevención de Enfermedades (CDC) del norte de California confirmaron el primer caso en los Estados Unidos de una persona con "exposición no conocida al virus a través de viajes o contacto cercano con una persona infectada conocida".
Estados Unidos tuvo un comienzo lento en las pruebas de COVID-19. Hasta finales de febrero, los procedimientos de la Administración de Alimentos y Medicamentos (FDA) prohibieron a los laboratorios que no sean los CDC publicar los resultados de las pruebas a los pacientes, incluso si seguían protocolos de prueba reconocidos internacionalmente. Los CDC desarrollaron y distribuyeron kits de prueba propios, pero se descubrió que muchos de ellos tenían un defecto de fabricación en un componente no esencial, lo que hizo que el kit fuera ilegal de usar hasta que se cambiara el protocolo. El 29 de febrero, la FDA comenzó a permitir que las agencias de salud públicas, hospitales y compañías privadas desarrollen pruebas y realicen pruebas, y a mediados de marzo las compañías privadas enviaban cientos de miles de pruebas. Inicialmente, la FDA tenía pautas muy restrictivas sobre quién podía hacerse la prueba, pero el 5 de marzo, dijo que cualquier persona con una orden médica podría hacerse la prueba. Hasta el 25 de marzo, se habían realizado al menos 418 000 pruebas, y para el 2 de junio se habían realizado 17 340 682.
Los CDC advirtieron que la transmisión generalizada de la enfermedad puede obligar a un gran número de personas a buscar hospitalización y otros servicios de salud, lo que puede sobrecargar los sistemas de salud. Desde el 19 de marzo de 2020, el Departamento de Estado de los Estados Unidos ha aconsejado a los ciudadanos estadounidenses que eviten todos los viajes internacionales. El 16 de marzo, la Casa Blanca desaconsejó cualquier reunión de más de 10 personas. A mediados de marzo de 2020, la Agencia Federal para el Manejo de Emergencias (FEMA) le dijo al Cuerpo de Ingenieros del Ejército de los Estados Unidos (USACE) que planeara construir nuevas instalaciones, incluidos hoteles alquilados y otros edificios, y convertirlos para su uso como hospitales y unidades de cuidados intensivos. Las respuestas al brote incluyeron prohibiciones y cancelaciones de reuniones a gran escala, incluido el cierre de escuelas y otras instituciones educativas, la cancelación de ferias de muestras, convenciones, festivales de música, y eventos deportivos, una medida que se intensificó desde el 11 de marzo, después de que la Organización Mundial de la Salud declarara que el brote de coronavirus era una pandemia.
Se han observado números desproporcionados de casos entre las poblaciones afroamericanas, y se han informado incidentes de xenofobia y racismo contra los sinoestadounidenses y otros estadounidenses de origen asiático.
La respuesta de la administración de Trump a la pandemia ha sido criticada; inicialmente, el presidente Donald Trump desestimó las preocupaciones sobre el impacto del brote inicial, declarando el 26 de febrero su creencia de que el virus desaparecería "como un milagro", pero que "nadie en realidad sabe" lo que realmente sucedería. Después de que la Organización Mundial de la Salud declarara que el COVID-19 era una pandemia, Trump comenzó a exhibir un tono más sombrío en sus comunicaciones, pero continuó enfrentando controversia sobre la promoción de medicamentos como la cloroquina como tratamientos (a pesar de que la FDA no lo había aprobado), refiriéndose al COVID-19 como el "virus chino", y expresando esperanzas de que las medidas de mitigación puedan ser relajadas en Semana Santa.
A partir del 26 de marzo de 2020, Estados Unidos se convirtió en el país con más casos de COVID-19 en el mundo, superando a China. Posteriormente, el 11 de abril de 2020 se convirtió en el país con más muertes en el mundo, superando a Italia.
El segundo aumento de infecciones comenzó en junio de 2020, luego de restricciones relajadas en varios estados. La propagación descontrolada de la comunidad llevó a algunas instalaciones médicas a rechazar a nuevos pacientes o comenzar a transferirlos. 
En marzo y abril, esto sucedió en el área de Detroit, Míchigan y el área de la de Nueva York, Yakima, Washington en junio y en julio sucedió en Houston, el área de Boise, Idaho, Lake Charles y Lafayette, Luisiana y en docenas de hospitales en Florida. Arizona declaró los estándares de atención de crisis en julio de 2020, permitiendo que los hospitales brinden legalmente el tratamiento que normalmente se considera deficiente para algunos pacientes para salvar a otros.
Al 19 de diciembre, la tasa de mortalidad en los Estados Unidos había alcanzado 959 por millón de personas, la duodécima tasa más alta entre las naciones.

#### Alaska
Se confirmó que la pandemia de COVID-19 llegó al estado estadounidense de Alaska el 12 de marzo de 2020.

#### Texas
El primer caso de la pandemia de enfermedad por coronavirus en  Texas, estado de Estados Unidos, inició el 4 de marzo de 2020. Hay 38.869 casos confirmados, 21.022 recuperados y 1.088 fallecidos.
La pandemia de COVID-19 llegó al estado estadounidense de Texas en marzo de 2020. Al 11 de noviembre de 2020 , los funcionarios de salud pública de Texas reportaron 11,150 nuevos casos de COVID-19 y 114 muertes, aumentando los totales acumulados del estado desde el inicio de la pandemia 985,380 casos y 19,004 muertes, con 9 millones de pruebas COVID-19 completadas hasta la fecha.  Durante el mes de julio, tanto la nueva tasa de casos de COVID-19 como la tasa de mortalidad se duplicaron en Texas.  El promedio de 7 días de casos nuevos aumentó casi tres veces entre el 1 de junio y el 23 de octubre, pasando de 1.534 casos nuevos por día a 4.430 casos.
Antes de marzo, hubo varios casos sospechosos de COVID-19 en el estado que dieron negativo para el virus a partir del 23 de enero. Tres aeropuertos de Texas realizaron exámenes mejorados para detectar la enfermedad en enero, y el Aeropuerto Internacional de Dallas / Fort Worth entre ellos también recibió vuelos desviados de China. El primer caso documentado en Texas se confirmó el 13 de febrero entre ciudadanos estadounidenses evacuados de China a la Base Conjunta San Antonio-Lackland a principios de febrero; sin embargo, los análisis retrospectivos han sugerido un origen mucho más temprano de lo que se pensaba. El primer caso documentado de COVID-19 en Texas fuera de los evacuados en Lackland fue confirmado el 4 de marzo en el condado de Fort Bend., y muchas de las ciudades más grandes del estado registraron sus primeros casos a lo largo de marzo. La evidencia de transmisión comunitaria dentro del estado fue identificada el 11 de marzo. El estado registró su primera muerte asociada con la enfermedad el 17 de marzo en el condado de Matagorda . Para el 26 de marzo, había más de 1,000 casos acumulados confirmados del virus en el estado, excediendo aún más los 10,000 el 9 de abril. A pesar de los primeros aumentos, el número de infecciones confirmadas en Texas se mantuvo por debajo de los diez estados más afectados por el número detectado de infectados hasta a mediados de mayo de 2020, aunque las pruebas fueron inicialmente muy limitadas. Un aumento sostenido en las confirmaciones de casos nuevos y las hospitalizaciones comenzó después de mediados de mayo y ha continuado hasta julio, con días que frecuentemente establecen récords para los totales diarios de casos.
El gobernador de Texas, Greg Abbott, declaró un estado de desastre el 13 de marzo y el Departamento de Servicios de Salud del Estado de Texas declaró un desastre de salud pública seis días después por primera vez desde 1901. Los condados, ciudades y otras jurisdicciones locales comenzaron a implementar la opción de quedarse en casa y refugio en el lugarórdenes a medida que el virus se extendió a lo largo de marzo. El gobierno estatal comenzó a ordenar el cierre de algunos negocios a partir del 19 de marzo y el 26 de marzo entró en vigencia una orden de permanencia en el hogar en todo el estado, en medio de otras restricciones sobre actividades y negocios. Abbott y su administración comenzaron a dirigir una "reapertura" de la economía del estado en abril, con el estado entrando en tres fases de restricciones suavizadas en mayo y junio; Texas fue uno de los primeros estados del país en comenzar a reabrir. Durante la ronda inicial de restricciones relacionadas con la pandemia y las fases de reapertura en mayo y junio, los gobiernos locales y el gobierno estatal fueron frecuentemente discordantes sobre su respuesta a la pandemia debido a la insistencia de los gobiernos municipales para fortalecer las restricciones y la resistencia para promulgar tales restricciones en el nivel estatal.protestas en Texas y en todo Estados Unidos, mientras que la reapertura económica fue criticada por haberse hecho demasiado pronto y demasiado pronto. El Texas Tribune describió la respuesta general como un "mosaico" de políticas inconsistentes e incongruentes. La aceleración de la propagación de la pandemia en mayo y junio llevó al estado a detener la reapertura económica el 25 de junio, y posteriormente el gobierno restableció las restricciones. El 2 de julio se impuso un mandato de máscara en todo el estado, y Abbott advirtió el 10 de julio que "el próximo paso tendría que ser un cierre" si los casos continúan aumentando.
La pandemia ha causado importantes impactos socioeconómicos en el estado. En marzo, el empleo se contrajo un 4,7 por ciento, lo que representa la mayor contracción desde la Gran Recesión .  El desempleo del estado alcanzó un máximo de 13.5 por ciento en mayo de 2020, y al 4 de julio de 2020, 2.8 millones de tejanos habían solicitado beneficios por desempleo desde mediados de marzo.  La Comisión de la Fuerza Laboral de Texas anunció que la Compensación Federal por Desempleo por Pandemia, que proporcionaba $ 600 adicionales por semana a los reclamantes que enfrentaban la pérdida de trabajo relacionada con la pandemia, terminaría la semana del 25 de julio y solo continuarían los beneficios estatales por desempleo mientras durara. de su reclamo. 
Se estima que el 12 por ciento de los restaurantes estaban cerrados de forma permanente.  La educación superior y las escuelas primarias y secundarias terminaron las clases presenciales y pasaron a la instrucción en línea con ramificaciones para ambos períodos escolares en 2020 y 2021. Todas las principales ligas deportivas suspendieron el juego . El riesgo de infecciones llevó a la cancelación de eventos de alto perfil como el Houston Livestock Show and Rodeo , South by Southwest (SXSW), Austin City Limits y la Feria Estatal de Texas .
Al 28 de septiembre de 2020 , Texas tiene el segundo número más alto de casos confirmados en los Estados Unidos , detrás de California , y el duodécimo número más alto de casos confirmados per cápita. Tiene el tercer recuento más alto de muertes relacionadas con el virus, detrás de Nueva Jersey y Nueva York , y el decimoséptimo recuento más alto de muertes per cápita. 

### Islas Vírgenes Británicas
Se confirmó que la pandemia de COVID-19 había llegado a las Islas Vírgenes Británicas, territorio de ultramar británico el 25 de marzo de 2020, cuándo registró sus dos primeros casos de COVID-19. 

### Jamaica
La pandemia de COVID-19 en Jamaica es parte de una pandemia mundial en curso de la enfermedad por coronavirus 2019 (COVID-19), una enfermedad infecciosa causada por el síndrome respiratorio agudo severo coronavirus 2 (SARS-CoV-2). El 12 de enero, la Organización Mundial de la Salud (OMS) confirmó que un nuevo coronavirus era la causa de una enfermedad respiratoria en un grupo de personas en la ciudad de Wuhan, provincia de Hubei, China, que inicialmente habían llamado la atención de la OMS el 31 de diciembre. 2019.A diferencia del brote de SARS de 2003, la tasa de letalidad por COVID-19 ha sido mucho menor, pero la transmisión ha sido significativamente mayor, con un número total de muertes significativo.

### México
La pandemia de COVID-19 en México llegó el 28 de febrero de 2020 desde Italia. En la conferencia matutina encabezada por el presidente de México, Andrés Manuel López Obrador, la Secretaría de Salud confirmó el primer caso importado de COVID-19, en la Ciudad de México, en un hombre de 35 años de edad con antecedentes de viaje a Italia. Asimismo, se dio a conocer que el Laboratorio Estatal de Salud Pública de Sinaloa, confirmó un caso más en una persona de 41 años de edad, y se está en espera de los resultados de la toma de muestra enviada al Instituto de Diagnóstico y Referencia Epidemiológicos. El primer fallecimiento por esta enfermedad en el país ocurrió el 18 de marzo de 2020.
El Gobierno de México, en coordinación con la Secretaría de Salud, implementó una serie de medidas para prevenir y controlar los contagios en el país, entre las cuales se incluyen la extensión del período vacacional estudiantil, el confinamiento por la pandemia y el Plan DN-III-E. De un total de tres fases epidemiológicas identificadas por las autoridades sanitarias, según el grado de transmisión de la enfermedad, el 24 de marzo se decretó la fase 2 que comprende primordialmente la suspensión de ciertas actividades económicas, la restricción de congregaciones masivas y la recomendación de resguardo domiciliario a la población en general. El 30 de marzo se declaró «emergencia sanitaria por causa de fuerza mayor» como consecuencia de la evolución de casos confirmados y muertes por la enfermedad en el país, lo cual dio lugar a la ejecución de acciones adicionales para su prevención y control;  el 21 de abril dio comienzo la fase 3, mediante la cual se extendieron las actividades de prevención y control realizadas en las anteriores fases al menos hasta mediados o finales de mayo.
Algunos efectos que ha tenido la pandemia en México incluyen la generación de compras de pánico y saqueos de establecimientos, que a su vez han conducido al eventual desabasto de productos de limpieza e higiene personal, la suspensión de eventos socioculturales, el cierre temporal o definitivo de empresas, y la caída del precio del combustible así como del peso mexicano en los mercados de divisas internacionales.
Se reportó que, al 24 de noviembre de 2020, México poseía el último lugar de resiliencia ante el COVID-19, en una lista de 53 evaluados. Lo anterior debido a una alta tasa de mortalidad y un elevado índice de positividad, causado principalmente por un escaso número de pruebas hechas en el país.

### Puerto Rico
La Pandemia de COVID-19 en Puerto Rico se conoció a partir del reporte de los primeros casos el 13 de marzo. Se trataba de 2 turistas italianos y un paciente con cáncer de 71 años. La primera muerte registrada fue la mujer italiana de 68 años, y unos días después se informó que su esposo se había recuperado de la enfermedad. Las pruebas están siendo realizadas por hospitales de veteranos, laboratorios privados y el Departamento de Salud de Puerto Rico.

### República Dominicana
La pandemia de  COVID-19 en República Dominicana se confirmó el 1 de marzo de 2020. Se trataba de un turista italiano de 62 años que había llegado a la isla poco antes sin presentar síntomas. Días antes México, Brasil y Ecuador habían anunciado la presencia de personas contagiadas en sus territorios. El 17 de marzo, el presidente Danilo Medina anunció una serie de medidas que incluían el cierre de fronteras, la suspensión de actividades educativas y la cancelación de eventos públicos. Poco después el Congreso decretó el Estado de Emergencia y el 20 de marzo el presidente decretó un toque de queda nocturno luego de que 72 casos habían sido confirmados en el país.

### Santa Lucía
Se confirmó que la pandemia de COVID-19 había llegado a Santa Lucía el 13 de marzo de 2020, cuándo una mujer que provenía del Reino Unido se había convertido como el primer caso.